# Roger Honegger
Roger Honegger (ur. 18 marca 1964 w Stäfa) – szwajcarski kolarz górski i przełajowy, dwukrotny medalista mistrzostw świata w kolarstwie przełajowym oraz wicemistrz Europy MTB.

## Kariera
Pierwszy sukces w kolarstwie górskim Roger Honegger osiągnął w 1988 roku, kiedy podczas przełajowych mistrzostw świata w Hägendorfie zdobył srebrny medal wśród amatorów. W zawodach tych wyprzedził go tylko Karel Camrda z Czechosłowacji. Na rozgrywanych rok później przełajowych mistrzostwach świata w Pontchâteau zajął trzecie miejsce. W 1989 roku wywalczył ponadto złoty medal na mistrzostwach Europy w kolarstwie górskim w szwajcarskiej miejscowości Anzera. Wyprzedził tam dwóch rodaków: Philippe'a Perakisa oraz Ericha Übelhardta. Honegger był także piąty w kategorii elite na przełajowych mistrzostwach świata w Eschenbach w 1995 roku. Kilkakrotnie zdobywał medale przełajowych mistrzostw kraju, w tym złoty w 1991 roku.